# 京城獵人
《京城獵人》是台灣一部電視武俠喜劇，永真電視電影製作，中國電視公司於1989年7月4日至同年8月10日播出，共28集。

## 概要
中視最初預定《京城獵人》於1989年6月4日在週日八點檔時段上檔，以接替同屬永真電視電影製作的週日八點檔連續劇《霹靂神捕》；而後中視緊急改弦易轍，將本劇更動至每週一至週五的八點檔時段播出，將陳麗麗、邱庭主演的黃梅調悲喜劇《七世姻緣》調至星期二晚間九點半檔（21:30開播），以迎戰台視八點檔連續劇《春去春又回》與華視八點檔連續劇《星夢淚痕》。
《京城獵人》編劇陸醒華是永真電視電影製作人周遊旗下的編劇大將，也是《京城獵人》片尾曲〈跳躍的愛和心〉的作詞作曲者，也是〈跳躍的愛和心〉主唱者徐凱翔的唱片製作人；陸醒華說，《京城獵人》是他看了日本漫畫《城市獵人》得來的靈感，他希望兒童觀眾在暑假期間有個屬於自己的節目，《京城獵人》的一個目的是製造快樂。
《京城獵人》接檔節目為同屬永真電視電影製作的連續劇《好小子吉利》。

## 故事
荊嘯風和梅道佳二人混跡京師，專門以追捕官府要犯領取賞金過活。這對武功不如人的搭檔，每逢抓人之際，都是驚險重重、性命堪憂；幸賴嘯風的聰明和隨身攜帶的各式靈巧武器，在兩人鬧出不少笑話後，倒也能圓滿達成使命，人人皆以『京城獵人』稱之。

## 工作人員
- 製作人：周遊
- 執行製作：袁輝龍
- 編審：蔣彭成、曲瑾生
- 編劇：陸醒華、永真編劇群
- 戲劇指導（導演）：馮凱
- 武術指導：王圻生
- 外景攝影：周啟隆
- 外景燈光：傅清榮、鄭立芳
- 外景副導演：何久明、范耀群
- 剪接：趙雄成
- 製作助理：李國慶、王華興
- 特效：林過枝

## 角色

### 主要人物
- 荊嘯風（衛子雲　飾）

生性風流好色，表面玩世不恭，實則心地善良，日常以追捕官府通緝犯領取賞銀為生，雖然武藝平常，但憑小聰明及一些特異奇巧的兵器能補其武功之不足，由於屢能捕得要犯領得官府重賞，京師人稱其為『京師獵人』，因而名氣日大，常有些普通人無法處裡的案件都找上他。口頭禪：「有我就搞定！」
武器：
神火炮：可射出火器傷敵，只要是被瞄準的目標，幾乎無人能躲過它的追殺。
金銀刀：刀身有數層子母刀，可連續飛射傷敵，每當和敵人近身相搏之時，立刻發揮最大效用，殺的敵人落花流水。
- 茅君慧（張辰　飾）

荊嘯風之助手。標準的男人婆，個性直爽、豪邁，擅長追蹤之術，對嘯風有極深的情意，是一對歡喜冤家。
武器：
萬幻槍：不打人的時候是拳頭，打人的時候是大手掌，君慧想殺人的時候，會伸出一把利刀，非常厲害。
- 梅道佳（張永正　飾）

荊嘯風的同行好友。人如其名「霉到家」，行事處處擺烏龍，個性迷糊，所以所接的案子很少破案，經常三餐不繼。
武器：旗槍
平時插在梅道佳背上，不過很少使用；因為自己技不如人，常常還來不及抽出，人已經被打倒在地上了……。
- 鞏青青（應曉薇　飾）

鞏尚書之女。她的美豔教不少人甘心情願為她作事，荊嘯風就是忠貞不二的大傻蛋。
- 龍子英（謝屏楠　飾）

世襲之「五嶽將軍」，個性正直，風度翩翩，是位仁心宅厚的君子。心儀茅君慧，千方百計想得到她，但是始終不獲美女的芳心。
- 茅山（檢場　飾）

茅君慧之兄，與荊嘯風亦敵亦友，且從事同一行業，且自稱學過茅山之術；不過，其茅山之術根本沒有學成。
- 余娃娃（紀芳玲 飾）

自稱『京城女獵人』，後期登場，與荊嘯風等人一樣以追捕通緝犯領取賞銀為生，經常和荊嘯風搶生意。
- 郝大鵬（陳博正　飾）

- 皇帝（呂耀華　飾）

- 天下無敵

皇帝身旁的侍衛。

### 反派人物
- 古鏡幫主（龍冠武　飾）

冤魂的丈夫，非常怕老婆的人，只要夫人不准他做的事，他絕對不敢違規。
- 冤魂夫人（劉筱萍　飾）

古鏡的妻子，喜歡荊嘯風，用盡方法都無法達到目的，最後由愛而生恨，處處與其作對，打擊他。
- 徐公公（王圻生　飾）

## 主題曲
- 片頭曲《京城獵人》

作詞：心田、作曲：王中正、主唱：余帝
- 片尾曲《跳躍的愛和心》

作詞、作曲：陸醒華、主唱：徐凱翔

## 外部連結
- 台灣電視資料庫[永久]
- 《京城獵人》片頭 （页面存档备份，存于）